# Antonio Bonfatti
Antonio Juan Bonfatti (Rosario, provincia de Santa Fe, 1 de diciembre de 1950) es un médico y político argentino. Fue Gobernador de la Provincia de Santa Fe en el período 2011-2015. Fue Intendente y luego Concejal de la localidad de Las Parejas entre 1983 y 1993, funcionario de la Municipalidad de Rosario entre 1995 y 2003 y Ministro de Gobierno y Reforma del Estado de la Provincia de Santa Fe durante el gobierno de Hermes Binner entre 2007 y 2011. Se desempeñó además como Diputado de la Provincia de Santa Fe en dos oportunidades (2003-2007 y 2015-2019), siendo en este último período Presidente de la Cámara de Diputados. Presidió el Partido Socialista hasta el 2021.

## Biografía

### Primeros años
Nació en la ciudad de Rosario, el 1 de diciembre de 1950. Mientras cursaba sus estudios en Medicina comenzó a interesarse por la actividad política. En 1972 fundó, junto a otros dirigentes como Guillermo Estévez Boero y Hermes Binner, el Partido Socialista Popular y en 1974 recibió su diploma de médico por la Facultad de Ciencias Médicas de la Universidad Nacional de Rosario.
Entre 1974 y 1976 trabajó junto a Hermes Binner en un centro de Atención Primaria de Salud en La Tablada, una villa de emergencia rosarina. 
El inicio de la última dictadura argentina lo obligó a abandonar su ciudad, debido a su activismo político, y se estableció en Las Parejas, a 98 km de Rosario, donde trabajó como médico rural. Allí desarrolló una vasta actividad profesional y política, sobre todo como creador de servicios de medicina del trabajo en empresas metalúrgicas y madereras y de comités mixtos de salud e higiene del trabajo.

### Intendente de Las Parejas
Con el retorno de la democracia, en 1983, fue elegido Intendente de Las Parejas, cargo que desempeñó paralelamente al de médico en el Hospital SAMCo de esa localidad. 
Fue nuevamente elegido por la ciudadanía de Las Parejas en 1989, esta vez para ser concejal hasta 1993. No descuidó su formación profesional, y entre 1992 y 1994 realizó el posgrado universitario en Gestión y Planificación de la Salud.

### Funcionario en la Municipalidad de Rosario
En 1995 fue convocado por Hermes Binner, para ocupar el cargo de Secretario de Salud Pública de la Municipalidad de Rosario. A partir de 1997, y hasta 2003, se desempeñó como Secretario de Gobierno de la Municipalidad (y unos meses como Secretario General), y fue la figura política por antonomasia en el gabinete del entonces intendente.
Desde 2003 hasta 2007 ocupó una banca de diputado en la Legislatura Provincial, y fue jefe del bloque de diputados del Partido Socialista.

### Ministro de gobierno de Santa Fe
Fue Ministro de Gobierno y Reforma del Estado de Santa Fe durante el mandato de Hermes Binner (2007-2011). Además es miembro de la junta provincial del Partido Socialista, y miembro del comité nacional y de la mesa ejecutiva nacional de la misma organización. 

### Gobernador de Santa Fe (2011-2015)
En las elecciones de octubre de 2011 se presentó como candidato a gobernador por el Frente Progresista, Cívico y Social. La fórmula que intengró con Jorge Henn ganó con el 38% de los votos y fue consagrado gobernador de la provincia desde el 10 de diciembre de 2011 hasta el 10 de diciembre de 2015.
La gestión de Antonio Bonfatti se enmarcó en la continuidad del proyecto político del Frente Progresista Cívico y Social, que comenzó el 11 de diciembre de 2007 con Hermes Binner, primer gobernador socialista en la historia de la Argentina.

#### Salud pública
En materia de salud pública, durante la gestión de Antonio Bonfatti se fortaleció el sistema de Atención Primaria y la Producción Pública de Medicamentos a través del Laboratorio Industrial Farmacéutico (LIF). Durante los 4 años que duró su gestión, se inauguraron 79 nuevos centros de salud en todo el territorio provincial y se comenzaron a construir y a licitar hospitales de mediana y alta complejidad en las cinco regiones de la provincia.
Durante su gestión, Santa Fe logró la menor mortalidad infantil y materna más baja de la historia de la provincia, con 7.5 muertes infantiles cada mil nacidos vivos. Desde 2012, y se convirtió en una de las tres provincias con mayor procuración y trasplante de órganos en el país.

#### Educación
En educación, el gobierno provincial continuó con la titularización de docentes que inició Hermes Binner.
Se impulsó el programa Vuelvo a Estudiar para que los jóvenes y adultos que no han concluido su educación secundaria retomen sus estudios. 
También comenzó a implementarse la Jornada Ampliada, una propuesta curricular a través de la cual se extendió dos horas la jornada escolar en las escuelas primarias, promoviendo la pedagogía emprendedora y el aprendizaje de artes e idiomas.

#### Obra pública
Durante la gestión, se profundizó el trabajo interministerial e interdisciplinario del Gabinete Social, y en diciembre de 2013 se puso en marcha el Plan Abre, que propone una estrategia de intervención integral sustentada en la coordinación entre diversas áreas con el fin de recuperar vínculos sociales en barrios de Santa Fe, Rosario y Villa Gobernador Gálvez. El Plan Abre se desarrolla a través de dos ejes: “Infraestructura y hábitat” y “Convivencia y participación”. Se fortalecieron las redes sociales del barrio promoviendo el encuentro, la participación y la convivencia en el espacio público, como estrategias para prevenir la violencia y garantizar la seguridad ciudadana. Asimismo, se implementaron dispositivos interministeriales orientados al abordaje de las trayectorias de vida de los niños, adolescentes y jóvenes para promover su inclusión social, cultural, educativa y laboral, generando y fortaleciendo sus lazos familiares, institucionales y entre pares y se impulsaron las Mesas de Gestión Barrial como espacios de participación ciudadana y de diálogo con autoridades locales y provinciales, a fin de priorizar en conjunto los problemas a resolver.Se inviertieron 5.500 millones de pesos para obras de infraestructura.
Además, se impulsó la consolidación de una red de acueductos en el territorio provincial para que todos los habitantes de Santa Fe puedan acceder al agua potable y se realizó la mayor inversión en la historia de la provincia ($1000 millones) para elevar los niveles de protección contra inundaciones en Santa Fe, Rosario y otras 50 localidades.

#### Gabinete de Gobierno
| Ministerios del Gobierno de Antonio Juan Bonfatti         | Ministerios del Gobierno de Antonio Juan Bonfatti | Ministerios del Gobierno de Antonio Juan Bonfatti | Ministerios del Gobierno de Antonio Juan Bonfatti | Ministerios del Gobierno de Antonio Juan Bonfatti |
| Cartera                                                   | Titular                                           | Titular                                           | Titular                                           | Período                                           |
| --------------------------------------------------------- | ------------------------------------------------- | ------------------------------------------------- | ------------------------------------------------- | ------------------------------------------------- |
| Ministerio de Gobierno y Reforma del Estado               |                                                   | Rubén Galassi                                     | PS                                                | 11 de diciembre de 2011 - 10 de diciembre de 2015 |
| Ministerio de Economía                                    |                                                   | Ángel José Sciara                                 | PS                                                | 11 de diciembre de 2011 - 10 de diciembre de 2015 |
| Ministerio de Educación                                   |                                                   | Letizia Mengarelli                                | Ind.                                              | 11 de diciembre de 2011 - 30 de noviembre de 2012 |
| Ministerio de Educación                                   |                                                   | Claudia Balagué                                   | PS                                                | 3 de diciembre de 2012 - 10 de diciembre de 2015  |
| Ministerio de Justicia y Derechos Humanos                 |                                                   | Juan Lewis                                        | PS                                                | 11 de diciembre de 2011 - 10 de diciembre de 2015 |
| Ministerio de Seguridad                                   |                                                   | Leandro Corti                                     | PS                                                | 11 de diciembre de 2011 - 5 de junio de 2012      |
| Ministerio de Seguridad                                   |                                                   | Marcos Escajadillo                                | PS                                                | 5 de junio de 2012 - 10 de diciembre de 2015      |
| Ministerio de Obras Públicas y Vivienda                   |                                                   | Julio Schneider                                   | UCR                                               | 11 de diciembre de 2011 - 10 de diciembre de 2015 |
| Ministerio de Salud                                       |                                                   | Miguel Ángel Cappiello                            | PS                                                | 11 de diciembre de 2011 - 2 de diciembre de 2013  |
| Ministerio de Salud                                       |                                                   | Mario Drisun                                      | PS                                                | 2 de diciembre de 2013 - 10 de diciembre de 2015  |
| Ministerio de Producción                                  |                                                   | Carlos Fascendini                                 | UCR                                               | 11 de diciembre de 2011 - 10 de diciembre de 2015 |
| Ministerio de Desarrollo Social                           |                                                   | Mónica Silvia Bifarello                           | PS                                                | 11 de diciembre de 2011 - 10 de diciembre de 2015 |
| Ministerio de Trabajo y Seguridad Social                  |                                                   | Julio César Genesini                              | UCR                                               | 11 de diciembre de 2011 - 10 de diciembre de 2015 |
| Ministerio de Ciencia, Tecnología e Innovación Productiva |                                                   | María de los Ángeles González                     | Ind.                                              | 11 de diciembre de 2011 - 10 de diciembre de 2015 |
| Ministerio de Medio Ambiente                              |                                                   | Antonio Ciancio                                   | Ind.                                              | 11 de diciembre de 2011 - 10 de diciembre de 2015 |

### Presidente de la Cámara de Diputados de Santa Fe
En las elecciones de 2015, la lista a Diputados provinciales por el Frente Progresista Cívico y Social que encabezó Antonio Bonfatti fue la más votada, obteniendo 765.078 votos.
El 2 de diciembre de 2015, juraron los diputados electos y Antonio Bonfatti fue elegido por unanimidad como Presidente de la Cámara de Diputados.
En diciembre de 2018 hizo pública su intención de competir nuevamente por la gobernación de la provincia. En las elecciones primarias de abril de 2019 fue el candidato más votado, consiguiendo un 31,5% que le permitió ubicarse por delante de los dos precandidatos del Partido Justicialista (aunque en un segundo lugar si se sumaban estos votos). En las elecciones generales de junio quedó en el segundo lugar con el 37,9% de los votos, siendo electo Omar Perotti como gobernador de la provincia (con un 42,3%).